# タグビララン空港
タグビララン空港（タグビラランくうこう、英: Tagbilaran Airport）は、フィリピン・ボホール島・タグビラランに存在した空港である。2018年11月28日、隣接するパングラオ島に新しくパングラオ国際空港が完成し、機能が移転した。移転後、タグビララン空港は閉鎖された。

## 就航航空会社と就航都市

### 国内線
| 航空会社               | 就航地                           |
| ---------------------- | -------------------------------- |
| フィリピン航空         | ニノイ・アキノ国際空港（マニラ） |
| セブパシフィック航空   | ニノイ・アキノ国際空港（マニラ） |
| エアアジア・フィリピン | ニノイ・アキノ国際空港（マニラ） |